# Keylimepie
Keylimepie – rodzaj błonkówek z rodziny męczelkowatych. Gatunkiem typowym jest Keylimepie peckorum.

## Zasięg występowania
Rodzaj znany z USA i Jemenu.

## Biologia i ekologia
Żywiciele nie są znani. Znane gatunki występują w stosunkowo ciepłym i suchym środowisku.

## Gatunki
Do rodzaju zaliczane są 4 gatunki, choć najprawdopodobniej jest ich więcej:
- Keylimepie hadhramautensis van Achterberg & Fernández-Triana, 2017
- Keylimepie peckorum Fernández-Triana, 2016
- Keylimepie sanaaensis van Achterberg & Fernández-Triana, 2017
- Keylimepie striatus (Muesebeck, 1922)